# Ryōta Aoki
Ryōta Aoki (青木 亮太?, Aoki Ryōta; Machida, 6 marzo 1996) è un calciatore giapponese, centrocampista del Consadole Sapporo.